# سوینتون، یورک‌شر جنوبی
سوینتون (به انگلیسی: Swinton) یک شهرک در بریتانیا است که در کلان‌شهر مستقل راترهام واقع شده‌است. سوینتون ۱۵٬۵۵۹ نفر جمعیت دارد.